# NGC 803

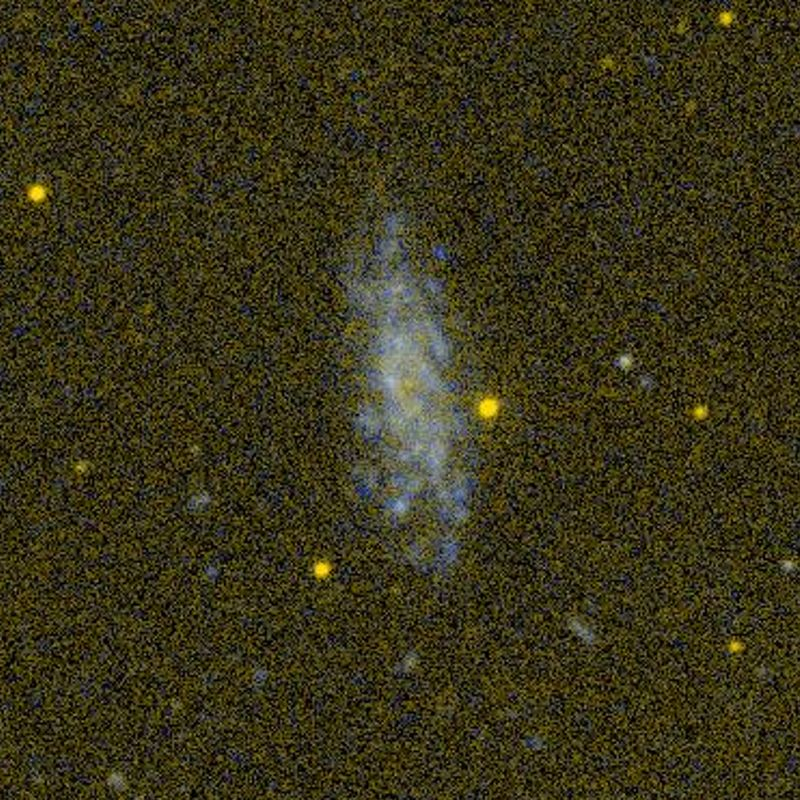
NGC 803 dans l'ultraviolet. (GALEX)

NGC 803 est une galaxie spirale située dans la constellation du Bélier. NGC 803 a été découverte par l'astronome germano-britannique William Herschel en 1784.

## Caractéristiques
Sa vitesse par rapport au fond diffus cosmologique est de 1 829 ± 19 km/s, ce qui correspond à une distance de Hubble de 27,0 ± 1,9 Mpc (∼88,1 millions d'al).
À ce jour, une trentaine de mesures non basées sur le décalage vers le rouge (redshift) donnent une distance de 21,813 ± 4,627 Mpc (∼71,1 millions d'al), ce qui est à l'extérieur des valeurs de la distance de Hubble. Notons cependant que c'est avec la valeur moyenne des mesures indépendantes, lorsqu'elles existent, que la base de données NASA/IPAC calcule le diamètre d'une galaxie et qu'en conséquence le diamètre de NGC 803 pourrait être d'environ 27,5 kpc (∼89 700 al) si on utilisait la distance de Hubble pour le calculer.
La classe de luminosité de NGC 803 est III et elle présente une large raie HI. De plus, c'est une galaxie du champ, c'est-à-dire qu'elle n'appartient pas à un amas ou un groupe et qu'elle est donc gravitationnellement isolée.
En raison d'une brillance de surface égale à 14,08 mag/am2, on peut qualifier NGC 803 de galaxie à faible brillance de surface (LSB en anglais pour low surface brightness). Les galaxies LSB sont des galaxies diffuses (D) avec une brillance de surface inférieure de moins d'une magnitude à celle du ciel nocturne ambiant.